# Ford GT
Ford GT este construit de către Ford Motor Company. Primul model, Ford GT40, a fost construit în 1964.

## Ford GT (2003-2007)
Modelul actual are următoarele caracteristici:
- Transmisie manuală în 6 trepte,
- Motor modular de 5.4L în V8,care produce 550 CP,
- Greutate de 1500 kg,
- Viteza maximă este de 341 km/h, aceasta fiind limitată electronic.

## Ford GT Performance Power Racing (2012-)
- Mașina în 2013 , modificată a atins viteza de 456 km/h cu 1700 cp. A bătut recordul și a ajuns în cartea Guinness